# لشکر ۱۱ زرهی (لهستان)
لشکر ۱۱ زرهی لهستان (لهستانی: 11 Lubuska Dywizja Kawalerii Pancernej) لشکر زرهی نیروی زمینی لهستان است، که در سال ۱۹۴۹ تأسیس شد. ستاد فرماندهی و پادگان لشکر ۱۱ زرهی در شهر ژاگانی قرار دارد.